# Cuisson en papillote
Pour les articles homonymes, voir Papillote (homonymie).

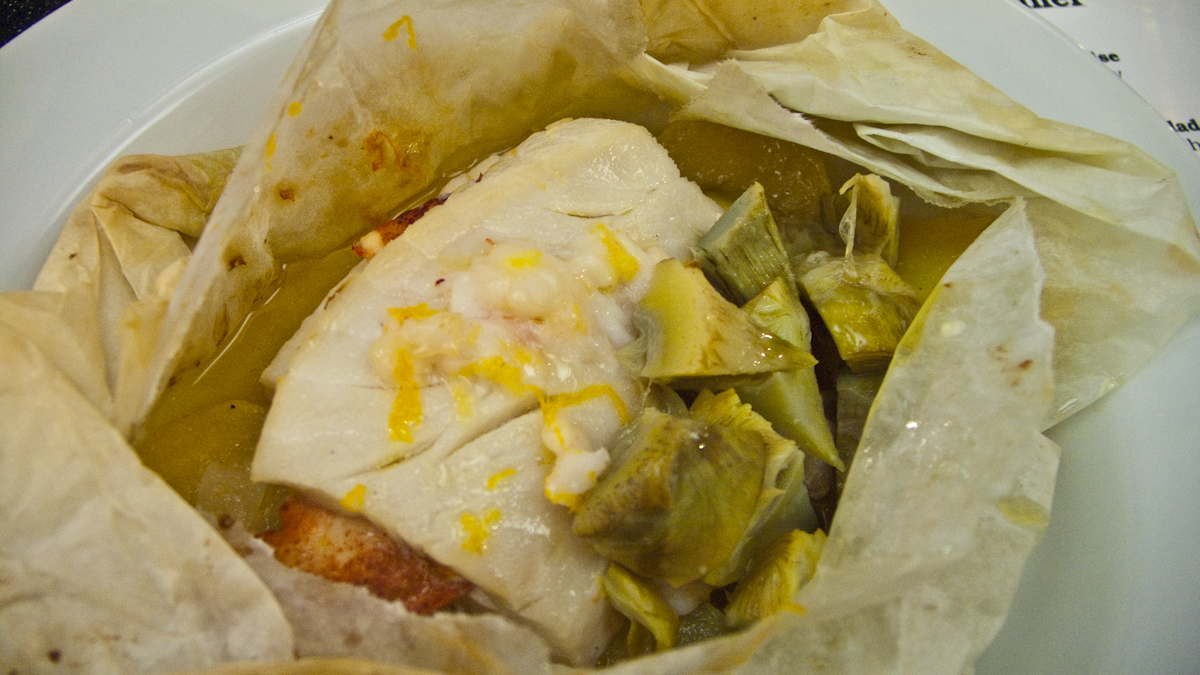
Cuisson de poisson en papillote.

La cuisson en papillote est une méthode de cuisson à la vapeur, consistant à placer le ou les aliments dans un contenant hermétique et à faire cuire l'ensemble.
Le contenant peut être du papier aluminium ou du papier sulfurisé, mais aussi les feuilles de brik et de filo ; certaines feuilles végétales, comme celles du bananier, du chou ou du poireau peuvent être utilisées.
Cette méthode de cuisson convient à tous les types d’aliments (salé ou sucré) : les poissons, mais aussi toutes les viandes, les légumes, les féculents et les fruits. Certains aliments, comme les poissons, les fruits et les légumes perdent un peu de leur eau pendant cette cuisson, ce qui permet de réaliser la cuisson à la vapeur de l'ensemble, sinon il faut ajouter de l'eau, du vin ou du bouillon à la papillote pour obtenir une humidité suffisante à la cuisson.
Pour la cuisson, elle peut se faire dans un four, un four à micro-ondes, mais aussi dans de l'eau bouillante ou avec les braises d'un feu.
On retrouve dans plusieurs cultures et à des temps très anciens cette méthode de cuisson (cf. les articles connexes).